# 甲賀市立綾野小学校
甲賀市立綾野小学校（こうかしりつ あやのしょうがっこう）は、滋賀県甲賀市水口町綾野にある市立の小学校。

## 所在地
- 滋賀県甲賀市水口町綾野3−6[1]

## 概要
1981年（昭和56年）に水口町立水口小学校の児童増に伴い分離・独立し、旧水口中学校の跡地に設置された。
運動場の一角にPTAの協力のもとで土俵が設置されており、体育の授業で相撲がカリキュラムに含まれているのが特徴である。秋にはこの土俵を利用して相撲大会が開かれる。

## 沿革
- 1981年（昭和56年）4月8日 - 水口町立水口小学校から分離・独立する形で水口町立綾野小学校が設置[4]
- 1983年（昭和58年） - 相撲場土俵設置
- 1985年（昭和60年） - 花壇整備、前庭校章花壇小設置
- 1986年（昭和61年） - アスレチック「あやのタワー」建築、グランド側校章プレート設置
- 1991年（平成3年） - 表玄関庭に巖南天・東玄関にさつき植樹
- 1992年（平成4年） - 動物飼育小屋（ふれあいハウス）建設
- 1995年（平成7年） - プール改築
- 1996年（平成8年） - １年教室のベランダ出入口設置
- 1999年（平成11年） - お話の絵コンクール「学校賞」受賞 「あやのタワー」老朽のため撤去
- 2004年（平成16年） - 校舎庇改修工事 体育館前舗装 ひまわり１組シャワー室設置
- 2004年（平成16年）10月1日 - 甲賀市立綾野小学校に改称
- 2008年（平成20年） - 耐震工事

## 校区
この小学校の校区は以下の通りとなっている。
「名坂、東名坂、本綾野、八光、梅が丘、城東、綾野、日電、城内、本丸、中邸、南林口、的場、東林口、西林口の一部、宮の前の一部、鹿深の一部、本町３丁目の一部、新町２丁目の一部、八坂の一部、水口の一部、笹が丘の一部」

## 主な進学先
甲賀市立水口中学校に進学する。